# Liste der Kulturgüter in Märstetten
Die Liste der Kulturgüter in Märstetten enthält alle Objekte in der Gemeinde Märstetten im Kanton Thurgau, die gemäss der Haager Konvention zum Schutz von Kulturgut bei bewaffneten Konflikten, dem Bundesgesetz vom 20. Juni 2014 über den Schutz der Kulturgüter bei bewaffneten Konflikten sowie der Verordnung vom 29. Oktober 2014 über den Schutz der Kulturgüter bei bewaffneten Konflikten unter Schutz stehen.
Objekte der Kategorien A und B sind vollständig in der Liste enthalten, Objekte der Kategorie C fehlen zurzeit (Stand: 1. Januar 2023).

## Kulturgüter
| Foto |                                                                                       | Objekt                                                           | Kat. | Typ | Standort                                | Beschreibung |
| ---- | ------------------------------------------------------------------------------------- | ---------------------------------------------------------------- | ---- | --- | --------------------------------------- | ------------ |
| ja   | Datei hochladen · Wikidata zu Kirche St. Jakob (Q29526809)                            | Kirche St. Jakob KGS-Nr.: 05104                                  | A    | G   | Kirchgasse 14.2 722636 / 272744         |              |
| ja   | Datei hochladen · Wikidata zu Hohes Haus (Q29526800)                                  | Hohes Haus KGS-Nr.: 10222                                        | A    | G   | Kreuzlingerstrasse 9 722536 / 272738    |              |
| ja   | Datei hochladen · Wikidata zu Wohnhaus Alter Löwen (Q29883211)                        | Wohnhaus Alter Löwen KGS-Nr.: 05105                              | B    | G   | Dorfstrasse 10 722490 / 272489          |              |
| ja   | Datei hochladen · Wikidata zu Klingenmühle mit zwei Ökonomiebauten (Q29883205)        | Klingenmühle mit zwei Ökonomiebauten KGS-Nr.: 05107              | B    | G   | Klingenmühle 1 723270 / 273510          |              |
| ja   | Datei hochladen · Wikidata zu Bauernhaus / Reformiertes Kirchgemeindehaus (Q29883199) | Bauernhaus, Reformiertes Kirchgemeindehaus KGS-Nr.: 11023        | B    | G   | Kehlhofstrasse 3, 5 722608 / 272732     |              |
| ja   | Datei hochladen · Wikidata zu Bauernhaus Zum Lindenhof (Q29883202)                    | Bauernhaus Zum Lindenhof KGS-Nr.: 11024                          | B    | G   | Kirchgasse 3 722638 / 272666            |              |
| ja   | Datei hochladen · Wikidata zu Bauernhaus (Q29883196)                                  | Bauernhaus KGS-Nr.: 11026                                        | B    | G   | Ottoberg, Schnellberg 3 724024 / 271584 |              |
| ja   | Datei hochladen · Wikidata zu Wohnhaus (Q29883207)                                    | Wohnhaus KGS-Nr.: 13766                                          | B    | G   | Kreuzlingerstrasse 6 722448 / 272645    |              |
| ja   | Datei hochladen · Wikidata zu Altenburg (Q29883194)                                   | Altenburg / Burgstogg, mittelalterliche Burgruine KGS-Nr.: 13883 | B    | F   | Altenburg-Burgstock 723860 / 273580     |              |